# Arizona Department of Public Safety
Das Arizona Department of Public Safety (AZDPS) ist eine staatliche Strafverfolgungsbehörde, deren Hauptaufgabe die Überwachung und Durchsetzung staatlicher Gesetze auf Arizonas Highways ist. Direktor Heston Silbert wurde im April 2020 nach dem Ausscheiden des ehemaligen Direktors Frank Milstead vom stellvertretenden Direktor zum Direktor befördert. Der Hauptsitz befindet sich in Phoenix.

## Geschichte
Im Anschluss an die Gesetzgebung im Jahr 1968 wurde das Arizona Department of Public Safety (AZDPS) durch einen Erlass des Gouverneurs von Arizona, Jack Williams, am 1. Juli 1969 gegründet. Mit dieser Anordnung wurden die Funktionen und Zuständigkeiten der Arizona Highway Patrol, der Law Enforcement Division des State Department of Liquor Licenses and Control und der Narcotics Division des State Department of Law zusammengelegt.
In den mehr als 50 Jahren ihres Bestehens hat sich die Abteilung zu einer Organisation entwickelt, die sich dem Schutz und der Bereitstellung von Strafverfolgungsdiensten auf staatlicher Ebene für die Öffentlichkeit verschrieben hat und Partnerschaften mit Behörden entwickelt, die ähnliche Aufgaben haben.
Die Abteilung besteht aus fünf Abteilungen: Büro des Direktors, Highway Patrol, Criminal Investigations, Technical Services und Agency Support. Zusammen bieten diese fünf Abteilungen den Einwohnern von Arizona und der Strafjustiz des Bundesstaates wissenschaftliche, technische, operative und regulatorische Dienstleistungen an. Eine der berühmteren Unterabteilungen der Criminal Investigations Division ist die Task Force "Gang and Immigration Intelligence Team Enforcement Mission" (besser bekannt als "GIITEM"), die gegründet wurde, um die wachsenden Probleme der Bandenplage hauptsächlich in Maricopa County (dem Gebiet um Phoenix) zu bekämpfen, obwohl ihre Zuständigkeit landesweit ist.
Im Jahr 2011 wurde die Abteilung Arizona State Capitol Police mit der DPS zusammengelegt, zusammen mit der Highway Patrol Division. ASCP war verantwortlich für die State Capitol Mall in Phoenix und den Tucson State Complex. Heute existiert die Capitol Police immer noch und patrouilliert auf dem Capitol-Gelände, allerdings sind sie jetzt vollwertige DPS-Beamte und verwenden DPS-Autos, -Logos und -Uniformen. Beamte der Capitol Police tragen spezielle Capitol Police-Abzeichen auf ihren Uniformen.
Zu den vom Arizona DPS zur Verfügung gestellten Fahrzeugen gehören der Ford Police Interceptor Utility, der Ford Police Interceptor Sedan, der Chevrolet Tahoe PPV und der Dodge Charger Pursuit. Die als Abteilungswaffe ausgegebene Handfeuerwaffe ist die Glock 17 Generation 5 im Kaliber 9MM, die mit drei bis vier 17-Schuss-Magazinen getragen wird. Die als Abteilungswaffen ausgegebenen Langwaffen sind das Colt AR15A2, Colt M16A2 oder Colt M4, die mit zwei 30-Schuss-Magazinen ausgegeben werden. Die 12-Kaliber Remington 870 Schrotflinten sind nicht zum Tragen zugelassen und wurden für weniger tödliche Munition modifiziert. SWAT-Trupps erhalten selektiv feuernde, kurzläufige Gewehre.

## Rangstruktur
| Titel                                   | Abzeichen |
| --------------------------------------- | --------- |
| Director - Colonel                      |           |
| Deputy Director - Lieutenant Colonel    |           |
| Assistant Director - Lieutenant Colonel |           |
| Major                                   |           |
| Captain                                 |           |
| Sergeant                                |           |
| Trooper                                 |           |

### Alte Ränge
Die Dienstgrade Lieutenant und Commander wurden im Jahr 2010 abgeschafft und in Captain bzw. Major umgewandelt. Ab dem 24. Juli 2015 werden die Beamten offiziell als State Troopers bezeichnet.

## Demografie
Stand: Juli 2018 (Hinweis: Zahlen sind auf die nächste ganze Zahl gerundet):
|                               | Vereidigtes Personal | Fachpersonal | Insgesamt |
| ----------------------------- | -------------------- | ------------ | --------- |
| Männlich                      | 96 %                 | 47 %         | 72 %      |
| Weiblich                      | 4 %                  | 53 %         | 27 %      |
| Weiß                          | 78 %                 | 77 %         | 78 %      |
| Afroamerikanisch              | 2 %                  | 5 %          | 3 %       |
| Hispanoamerikanisch           | 18 %                 | 14 %         | 16 %      |
| Asiatisch/Pazifisch-Insulaner | 1 %                  | 4 %          | 2 %       |
| Indianer                      | 1 %                  | 1 %          | 1 %       |
| Alter 40+                     | 54 %                 | 70 %         | 62 %      |

## Gefallene Beamte
Seit der Gründung des Arizona Department of Public Safety sind 30 Polizisten und 4 K9s im Dienst gestorben. Die Behörde gedenkt zusammen mit der Arizona Highway Patrol Association jedes Jahr am ersten Montag im Mai bei einer Gedenkfeier der gefallenen Beamten.